# TUVISA (Transportes Urbanos de Vitoria S.A.)
TUVISA (Transportes Urbanos de Vitoria, S. A.) es el servicio de autobuses de transporte público urbano de la ciudad de Vitoria, en la provincia de Álava. 
Está formado por 10 líneas diurnas y 5 nocturnas más otras líneas especiales y territoriales (BUX) que facilitan junto al tranvía la movilidad del pasajero entre distintos puntos de la ciudad. 
La flota actual moderna se identifica generalmente por sus colores verdes, con los logos nuevos de TUVISA en las puertas de los convoyes. Actualmente existen 3 tipos de autobuses en la flota: Combustión, Híbridos y Eléctricos.
Además, la sociedad también cuenta con las competencias de las grúas urbanas, varios aparcamientos de la ciudad de Vitoria y el servicio de autobuses a demanda para los concejos de Vitoria (BUX).
Entre sus servicios de autobús destacan el sistema de paradas nocturnas a demanda y su aplicación para comprobar la espera en tiempo real en parada. 
Su nombre es el acrónimo de la compañía municipal que lo opera: Transportes Urbanos de Vitoria-Gasteiz S. A. (TUVISA)

## Líneas del servicio diurno y nocturno de autobuses y el BEi (Bus Eléctrico Inteligente)

Servicio diurno de TUVISA (Actualización 2022)

Servicio nocturno de TUVISA (Actualización 2022)

| DIURNAS                     |
| --------------------------- |
| 'L1 - CIRCULAR'             |
| 'BEi A'                     |
| 'BEi B'                     |
| 'L3 - BETOÑO > GOIKOLARRA'  |
| 'L4 - LAKUA - MARITURRI'    |
| 'L5 - ARKAIATE - ELEJALDE'  |
| · L5A ARKAIATE - ASTEGUIETA |
| · L5B ARKAIATE - ARIÑEZ     |
| · L5C ARKAIATE - JUNDIZ ITV |
| 'L6 ZABALGANA - ARKAIATE'   |
| 'L7 BORINBIZKARRA - PAZ'    |
| 'L8 UNIBERTSITATEA'         |
| 'L9 GAMARRA - GOIKOLARRA'   |
| 'L10 ALDAIA - LARREIN'      |

| NOCTURNAS                    |
| ---------------------------- |
| 'G1 LAKUA - ABETXUKO'        |
| 'G2 ADURTZA - SALBURUA'      |
| 'G3 ZABALGANA - ARMENTIA     |
| 'G4 SANSOMENDI - LAKUA'      |
| 'G6 SALBURUA - ARANBIZKARRA' |

| ESPECIALES                  |
| --------------------------- |
| 'E1 CEMENTERIO EL SALVADOR' |
| 'E2 BUESA ARENA'            |

### Líneas Nocturnas (Gautxori)
Estas líneas funcionan durante toda la noche los viernes, los sábados y las vísperas de festivos.

## BUX (Servicio de transporte colectivo a demanda)[1]
BUX es el servicio de transporte colectivo bajo demanda que conecta los concejos municipales y Vitoria.

#### Cómo funciona
BUX funciona de manera parecida a un taxi. Un servicio a demanda para el que tendrás que reservar tu viaje:
- Llamando por teléfono al 900 10 27 23.
- A través de internet.
- Descargando e instalando en el móvil la app para Android[2] o Iphone.[3]

Para hacer uso del BUX hay que disponer de un Bono de Transporte BUX (descrito en el siguiente punto), de la modalidad adecuada al perfil de cada persona usuaria. Dichos Bonos se pueden comprar en los estancos.

##### Bicicletas y sillas de ruedas
- Se podrá llevar bicicletas, si bien será imprescindible comunicarlo en el momento de efectuar la reserva.
- Las personas que precisen silla de ruedas deberán comunicarlo en el momento de efectuar la reserva.

##### Plazos de reserva/cancelación
Se podrán realizar reservas hasta 2 horas antes mediante la app o el Call Center.
El Call Center funcionará de 8:00 a 20:00 horas de lunes a domingo.

#### Bonos de transporte BUX
Los bonos, que incluyen en su precio un trasbordo con la red de autobuses urbanos de TUVISA, pueden ser de distinto tipo:
- General: 10 viajes a 15 euros.
- Familia numerosa: 10 viajes a 12 euros*.
- Familia numerosa especial: 10 viajes a 7,5 euros*.

* Las familias numerosas deberán mostrar el título acreditativo de su condición en el momento de la compra del bono y al acceder al servicio.

#### Calendario y horario de servicio
De lunes a viernes salvo festivos, en el siguiente horario:
- de Vitoria hacia el concejo: 7:10, 7:40, 10:40, 13:25, 15:25, 19:55 y 21:55.
- a Vitoria desde el concejo: 7:30, 8:00, 11:00, 13:45, 15:45, 20:15 y 22:15.

Sábados, en el siguiente horario:
- de Vitoria hacia el concejo: 10;40, 13:25, 15:25 y 21:55
- a Vitoria desde el concejo: 11:00, 13:45, 15:45 y 22:15

Domingos y festivos en el siguiente horario:
- de Vitoria hacia el concejo: 10;40 y 14:25
- a Vitoria desde el concejo: 11:00 y 14:45.

## Paradas nocturnas a demanda
En agosto de 2018 TUVISA puso en marcha un proyecto piloto de paradas a la demanda en la línea G3. A partir del 4 de agosto del 2019, el servicio se extiende a todas las líneas Gautxori, completando así un servicio dirigido a mejorar la seguridad de las mujeres y los/as menores de 18 años en sus trayectos de vuelta a casa.
Para prestar este servicio, existen dos metódicas:
- Se permiten descensos a demanda en paradas que también funcionan en los servicios diurnos.
- Se permitirán desembarques en puntos habitualmente no habilitados que cumplan con una serie de requisitos relativos a la seguridad. En ese sentido, las personas interesadas en bajarse del autobús en un punto no previsto deben solicitárselo expresamente al conductor o conductora con una parada de antelación. Después, deben situarse en la parte delantera del autobús y realizar el descenso por esa salida.

Los desembarques, además, se realizarán en condiciones que no supongan peligro para la persona usuaria. Por ese motivo se realizarán en aquellos lugares donde haya acera.
Los vehículos no podrán parar a menos de cinco metros de una esquina, cruce o bifurcación; ni podrán realizar el estacionamiento en isletas, medianas, pasos a nivel, pasos para ciclistas, pasos de peatones ni rebajes de aceras. Tampoco podrán hacerlo en puentes, pasos elevados o bajo los mismos. De la misma forma, el autobús no podrá obstruir accesos de vehículos a inmuebles debidamente señalizados con el correspondiente vado, ni obstaculizar la utilización de salidas o accesos de personas a las viviendas. También se evitarán lugares donde se impida la visibilidad a los demás usuarios y usuarias del tráfico.

## Tarifas del servicio

### Pago con efectivo
| Tipo de billete              | Autobús diurno | Gautxori | Tranvía |
| ---------------------------- | -------------- | -------- | ------- |
| Billete sencillo (Ocasional) | 1,40€          | 1,85€    | 1,50€   |
| Familia Numerosa General     | 1,10€          | 1,40€    | 1,20€   |
| Familia Numerosa Especial    | 0,70€          | 0,90€    | 0,80€   |

### Pago con la tarjeta BAT
| Tipo de tarjeta              | Autobús diurno | Gautxori | Tranvía |
| ---------------------------- | -------------- | -------- | ------- |
| BAT General                  | 0,60€          | 1,39€    | 0,73€   |
| BAT General FNG1             | 0,48€          | 1,11€    | 0,58€   |
| BAT General FNE2             | 0,30€          | 0,70€    | 0,36€   |
| BAT Berezi                   | 0,15€          | 1,39€    | 0,30€   |
| BAT Berezi FNG               | 0,12€          | 1,11€    | 0,24€   |
| BAT Berezi FNE               | 0,08€          | 0,70€    | 0,15€   |
| BAT Personalizada            | 0,15€          | 1,39€    | 0,73€   |
| BAT Personalizada Social     | 0,15€          | 1,39€    |         |
| BAT Personalizada Social FNG | 0,12€          | 1,11€    |         |
| BAT Personalizada Social FNE | 0,08€          | 0,70€    |         |

1FNG: Familia Numerosa General
2FNE: Familia Numerosa Especial

### Abonos de 30 días
| Tipo de tarjeta   | Autobús diurno | Gautxori    | Tranvía  |
| ----------------- | -------------- | ----------- | -------- |
| BAT 30D           | 30,00€         | No incluido | Incluido |
| BAT 30D FNG       | 24,00€         | No incluido | Incluido |
| BAT 30D FNE       | 15,00€         | No incluido | Incluido |
| BAT 30D Gazte     | 25,50€         | Incluido    | Incluido |
| BAT 30D Gazte FNG | 20,40€         | Incluido    | Incluido |
| BAT 30D Gazte FNE | 12,75€         | Incluido    | Incluido |

### Pago con las tarjetasBARIKyMUGI
| Tipo de tarjeta  | Autobús diurno | Gautxori | Tranvía |
| ---------------- | -------------- | -------- | ------- |
| BARIK            | 0,60€          | 1,39€    | 0,73€   |
| BARIK FNG        | 0,48€          | 1,11€    | 0,58€   |
| BARIK FNE        | 0,30€          | 0,70€    | 0,36€   |
| MUGI / FNG / FNE | 0,60€*         | 1,39€*   | 0,73€*  |

*Importe descontado en tarjeta a la recarga, según sistema MUGI.

### Abonos turísticos (TUVISA)
| Tipo de abono    | Autobús diurno | Gautxori |
| ---------------- | -------------- | -------- |
| Abono 1 día      | 5,00€          | Incluido |
| Abono 1 día FNG  | 4,00€          | Incluido |
| Abono 1 día FNE  | 2,50€          | Incluido |
| Abono 2 días     | 7,50€          | Incluido |
| Abono 2 días FNG | 6,00€          | Incluido |
| Abono 2 días FNE | 3,75€          | Incluido |
| Abono 3 días     | 10,00€         | Incluido |
| Abono 3 días FNG | 8,00€          | Incluido |
| Abono 3 días FNE | 5,00€          | Incluido |

### Tarjetas para el transporte
- BAT General: Tarjeta multipersonal y transferible entre varias personas, válida como tarjeta monedero, cada viaje descuenta la tarifa en vigor.

- BAT Personalizada: Personal e intransferible, válida como tarjeta monedero, cada viaje descuenta la tarifa en vigor.

- BAT Berezi: Tarjeta para personas mayores de 65 años. Tarjeta para personas con discapacidad física o psíquica. Personal e intransferible.
- BARIK: Ver 'Consorcio de Transportes de Bizkaia'
- MUGI: Ver 'Autoridad Territorial del Transporte de Guipúzcoa'

- Título 30D:Permite viajes ilimitados durante un mes a partir del momento de adquisición, excepto en el gautxori y servicios especiales.
- Título 30D Gaztea: Permite viajes ilimitados durante 30 días desde el momento de recarga, el título se puso en funcionamiento en febrero de 2017 y puede hacérsela la juventud menor de 26 años. Como novedad, la persona titular de la tarjeta tampoco paga el servicio de Gautxori.

### Transbordo

#### Entre autobuses
- El importe de los billetes cuando se realiza el trasbordo solo se verá reducido al usar la tarjeta BAT.

- Todo usuario/a, para beneficiarse de la reducción de su importe en el transbordo, deberá realizarlo en un plazo máximo de 50 minutos desde que se realiza la primera validación hasta que llega a su destino.

- El usuario/a siempre deberá cancelar su tarjeta independientemente de que el coste del trasbordo sea 0 euros, y quienes no validen su tarjeta podrán ser sancionados/as.

- El primer transbordo es gratuito. Sin embargo, las tarjetas BARIK y MUGI no ofrecen esa ventaja.

- Las personas mayores de 65 años y las personas con una discapacidad superior al 65% abonarán 0,11€ independientemente de que el pago se efectúe con la tarjeta BAT Berezi (mayores de 65 años).

#### Entre autobús y tranvía
- El importe de los billetes cuando se realiza el transbordo solo se verá reducido si se usan las tarjetas BAT, BARIK o MUGI.

- Todo usuario/a, para verse beneficiada de la reducción de su importe en el transbordo, deberá realizarlo en un plazo de 50 minutos desde que se realiza la primera validación hasta que llega a su destino.

- El usuario/a siempre deberá cancelar su tarjeta independientemente de que el coste del trasbordo sea 0 euros: quienes no validen su tarjeta podrán ser sancionados/as.

- El coste del trasbordo será equivalente a la diferencia resultante entre el 55% de la suma de los dos trayectos, menos la cantidad abonada en la primera cancelación.

## Remodelación del servicio
- Dentro del Plan de Movilidad Sostenible y Espacio Público elaborado por el Ayuntamiento de la ciudad, el 30 de octubre de 2009 se pusieron en marcha las nuevas líneas de autobuses junto con otras 3 líneas especiales.
- En octubre de 2010 se realizaron algunos cambios en las líneas, junto con la incorporación de una lanzadera en Aldaia.
- En septiembre de 2012, aprovechando la entrada en servicio del tranvía en Abetxuko, se introdujeron algunas reformas en las líneas de Salburua.[4]
- Fue en febrero de 2013 cuando los vecinos del barrio de Larrein, y en septiembre los de Borinbizkarra y Elejalde, vieron entrar al autobús por sus calles.
- En 2014, el nuevo edificio de Consultas Externas del HUA vio la llegada de los autobuses urbanos. Algunas líneas de Gautxori fueron modificadas, siendo suprimida la G5 - Catedral - Zaramaga[5] y también se suprimió la E3 - Casco Medieval.[6]
- En febrero de 2015 entró en funcionamiento la L10 - Aldaia - Larrein, suprimiéndose así la L6A Lanzadera de Aldaia y cambiando la cabecera de las líneas L3 Betoño-Goikolarra y L9 Gamarra-Goikolarra y la L7 Borinbizkarra-Paz dejo de pasar por Adurtza y Errekaleor.
- El servicio de autobuses de Vitoria fue modificado en 2017 con la incorporación de 10 autobuses nuevos que irán aumentando de número en 2018 y 2019. Estos nuevos autobuses serán de color verde para romper con la monotonía del color gris. Sin embargo, los actuales autobuses de color grises no se repintaron sino que simplemente se irán retirando progresivamente hasta que solo queden los autobuses de color verde.
- La remodelación de la flota se inició en mayo de 2017 incorporando los Mercedes-Benz Citaro C2, los primeros autobuses de la ciudad con motor Euro VI y con medidas de ahorro energético: estos autobuses son capaces de aprovechar la energía de frenado, ahorrando hasta un 3% de combustible en sus recorridos diarios. Estos autobuses funcionaron en las lineas 2A y 2B hasta que se inició la puesta en marcha del Sistema BRT y en las líneas 4 y 6. Los autobuses articulados grises del año 2008 han sido sustituidos por estos en las líneas más ocupadas del Gautxori.
- En septiembre de 2018 se ponen en marcha los 5 primeros buses híbridos Vectia Veris 12. Los siguientes 5 se ponen en marcha en abril de 2019, completando la flota de 10 híbridos y siendo los últimos autobuses de combustión de Tuvisa.
- El 1 de marzo de 2022, se inaugura el servicio BEi que sustituirá a las antiguas líneas 2A y 2B, con algunas modificaciones en el recorrido y sus paradas, y mejora de sus frecuencias de 10 minutos a 7 minutos.
- El 16 de junio de 2022, surge un servicio nocturno BEi con motivo del Azkena Rock Festival. Este servicio recorrió toda la Línea BEi - B.
- En 2022 se licita la compra de 10 autobuses eléctricos convencionales para electrificar la Línea 4 Lakua-Mariturri, que se pondrán en servicio previsiblemente en 2023; también se contempla la posibilidad de aumentar el pedido con otros 10 autobuses más, pasando a aumentar la flota a 23 o 33 ejemplares eléctricos.
- En septiembre de 2024 las autoridades competentes en transportes del Ayuntamiento de Vitoria, visitan las dos primeras unidades de los Irizar ietram encargados para la L4 Lakua-Mariturri en las instalaciones de Irizar e-Mobility.
- A finales de noviembre de 2024 se ponen en marcha las 2 primeras unidades eléctricas en la L4.
- El 23 de diciembre de 2024, son presentadas las 10 unidades eléctricas de la L4 en el CET (Centro de Electromovilidad de Tuvisa), tras la llegada de la décima unidad unos días antes, teniendo Vitoria un total de 23 autobuses eléctricos en flota que suponen un 25% de la misma aproximadamente.

## Flota del servicio
La flota actual de dicha empresa la componen en su mayoría autobuses de las marcas MAN y Mercedes-Benz. Sin embargo, en los últimos años también se han sumado autobuses híbridos de la marca Vectia y, finalmente, autobuses eléctricos de la marca Irizar.
Los ejemplares de la marca Mercedes-Benz que son todos modelo Citaro han sido fabricados por Evobus GmbH en Alemania. Los ejemplares de la marca MAN fabricados por Carrocerías Burillo, en cambio, son de procedencia española. Los actuales modelos eléctricos son también de fabricación vasca. Los autobuses híbridos y eléctricos han sido de fabricación nacional, siendo los híbridos fabricados en la antigua planta de CAF en Castejón de Ebro (Navarra); mientras que los eléctricos han sido fabricados en las instalaciones de Irizar e-Mobility en Aduna (Guipúzcoa).
A continuación se detallan los modelos actuales de la flota de autobús de dicha empresa:)

#### De Combustión
- Mercedes-Benz O-530 Citaro I (serie 43-48)
- Mercedes-Benz O-530 Citaro II Facelift (serie 49-63, 68-69, 110-126)
- Mercedes-Benz O-530 Citaro II Facelift G (serie 64-67)
- Mercedes-Benz O-530 Citaro III C2 G (serie 127-136)
- MAN NL263F Burillo Luxor (serie 76-88)

#### Híbridos
- Vectia Veris.12 Hybrid (serie 137-146)

#### Eléctricos (BEi o Bus Eléctrico Inteligente, sistema de BRT de Vitoria)
- Irizar ieTram 12 (serie 147-152)
- Irizar ieTram 18 (serie 153-159)

#### Eléctricos (Electrificación de la flota convencional, empezando por la Línea 4 en 2024)
- Irizar ietram 18 (Serie 164-169).
- Irizar ietram 12 (Serie 160-163).

## Cocheras actuales de TUVISA
Las cocheras de TUVISA se han estado usando desde el año 1967, año de inauguración de la empresa y situadas en la calle Agirrelanda en el polígono industrial de Arriaga, junto a las cocheras del servicio de limpieza (FCC), policía municipal y bomberos, y colindando con Michelin en la parte trasera del emplazamiento.
Las cocheras se componen de una única nave en la que se integra el servicio de mantenimiento, las cocheras interiores y los surtidores de combustible. Anexa a la nave se encuentra el edificio de oficinas de la compañía y en la parte trasera se aparcan el resto de autobuses que no caben en el interior de la empresa, lo que incluye en su mayoría a los autobuses articulados. En las mismas cocheras también se guardan las grúas municipales.
En las puertas de entrada a las cocheras todavía es apreciable el esquema de colores que acompañó a los autobuses de TUVISA desde finales de los años 80 hasta el año 2006. 

### CET, Centro de Electromovilidad de Tuvisa - TEZ, Tuvisako Elektromugikortasun Zentroa
Con la llegada del gobierno municipal de Gorka Urtaran en la legislatura de 2017 y la voluntad de crear el BRT, el ayuntamiento se ha planteado la posibilidad de cambiar de ubicación las cocheras y trasladarlas a la avenida del Zadorra junto al vivero municipal: con esta reforma se conseguirá trasladar las cocheras a un sitio mucho más amplio, tener un espacio más moderno y, por supuesto, que las cocheras estén adaptadas tecnológicamente a los servicios especiales del futuro BRT junto a sus puntos de recarga eléctricos. 
Las cocheras abandonarían el polígono industrial de Arriaga, para llegar al barrio de Lakua 12, donde quedarían en frente del barrio de Abetxuko y Parque del Zadorra y su acceso se realizaría por la avenida del Zadorra.
Las nuevas cocheras de Tuvisa fueron estrenadas a finales del mes de noviembre de 2022, con el traslado de las 13 unidades del BEi. La primera fase constó de la construcción de las cocheras para albergar las unidades BEi y así poder despresurizar la saturación de autobuses del viejo pabellón, tienen una capacidad para 20 autobuses (todos ellos eléctricos) y están dotados de la llamada UFC del BEi (Unidad Funcional de Carga) para permitir la carga nocturna de las unidades eléctricas. La segunda fase de las cocheras empezó en 2022 con el objetivo de trasladar el resto de autobuses de la flota desde Agirrelanda a la avenida del Zadorra, ya en estas instalaciones se completarán con oficinas, más vestuarios y talleres, así como, una capacidad para otros 90 urbanos que añadirán una zona de recarga para otros 20 eléctricos extras. En total, cuando la obra se acabe, está previsto que la capacidad de las instalaciones sea de algo más de un centenar de urbanos con una capacidad inicial de recarga para 40 unidades, ya que se las dotará de placas solares para ser más eficientes energéticamente; con la progresiva electrificación de la flota, se irán aumentando las plazas de recarga de unidades eléctricas. Así estas nuevas instalaciones ya podrán albergar a parte de los autobuses del BEi, los nuevos eléctricos que vengan a descarbonizar la flota de Tuvisa, como las 10 unidades que se estrenarán en la Línea 4 en 2024.
Desde el 23 de diciembre de 2024 en las instalaciones de CET se cargan y dan cobijo a un total de 23 unidades eléctricas, las 13 del BEi más las 10 empleadas para la Línea 4, teniendo una capacidad aproximada para 60 plazas con sus respectivos cargadores en el techo de cada una de ellas.

## Remodelación de la flota de TUVISA
Actualmente, 23 de los 97 convoyes hoy explotados por TUVISA son híbridos o eléctricos. En los próximos años se prevé continuar esta tendencia, adquiriendo nuevos vehículos del mismo tipo a la flota. Están previstas 10 nuevas unidades en 2024.

### Autobuses híbridos
TUVISA lleva desde el año 2017 con un ambicioso plan de renovación de la flota incorporando nuevos autobuses. La empresa se propuso el objetivo en verano del citado año a dar un paso más en ecología y decidirse por el autobús híbrido, un tipo de autobús que jamás ha estado presente en la flota y que supone una revolución para una empresa que poseía un parque móvil bastante antiguo en aquél entonces.
Tras realizar un exhaustivo estudio de cual de las marcas existentes en el mercado sería la más adecuada al servicio en cuestión, se llegó a la conclusión de que se debería poner en funcionamiento autobuses de las marcas Vectia con su modelo 'Veris 12', Man con su modelo 'Lions city' y Volvo con sus modelos '7700 hybrid' o '7900 hybrid'.
Finalmente en diciembre de 2017, el consejo de TUVISA se decantó por la marca Vectia y sus 'Veris 12'.
La presencia de una nueva marca en la ciudad supuso una derrota por parte de Mercedes-Benz, cuyo modelo no fue elegido por ser uno de los que menos ahorro de combustible suponían. Con la introducción de la marca Vectia en la flota del servicio, la hegemonía de Mercedes-Benz acaba siendo una de las más largas de la historia de TUVISA, cuyos primeros modelos llegaron a la ciudad en 1994 y los últimos en 2017, siendo un total de 23 años contando con la marca a pesar de que en 2003 se adquirieran 2 microbuses de Iveco y la llegada en 2003 y 2006 de 15 autobuses de la marca MAN, Ello no significa que en el futuro la compañía pueda acabar comprando nuevas unidades a Mercedes, que si el modelo de la compañía alemana hubiera estado más consolidado, podría haber sido la marca elegida sin lugar a dudas.
Los nuevos autobuses híbridos llegaron a Vitoria en dos tandas de 5 unidades: una entrega se realizó en 2018 y la otra en 2019, cumpliendo así con un plan que se propone que en 2025 la mayoría de la flota de TUVISA sea híbrida o eléctrica.
Estos buses cuentan con las mismas prestaciones que los estrenados en 2017 y solo destaca la novedad de que el autobús contará con dos motores, uno diésel y otro eléctrico. Los nuevos autobuses se pusieron en marcha en septiembre de 2018, hoy repartidos en diferentes líneas, especialmente las líneas 1 y 8. 

### Autobuses eléctricos
En 2014 comenzó un proyecto de la mano del Gobierno Vasco junto a ETS para el desarrollo de un sistema de transporte complementario al tranvía de Vitoria, siendo este un sistema de altas prestaciones basado en el tránsito rápido, cómodo y rentable, mediante infraestructuras segregadas que aportaran prioridad de paso y una mejora de la imagen y servicio al cliente.
Así, en 2016 comienza el proceso de implementación de la primera línea BRT de Vitoria, que adquiriría el nombre de BEi (Bus Eléctrico Inteligente) por las prestaciones que dispondría: sistemas de guiado óptico, retrovisión por cámaras, carga mediante pantógrafo, entre otras.
Los buses escogidos para este proyecto irían de la mano de Irizar, con los modelos ieTram 12 y 18 (rígido y articulado), siendo esta la primera vez que la empresa vasca irrumpe en la sociedad vitoriana.
Las obras de la infraestructura del BEi comenzarían el 2 de septiembre de 2019, y acabarían el 22 de febrero de 2022. El servicio de la nueva línea BEi, que sustituiría la Antigua Línea 2 - Periférica (sentido A, sentido B). 
También se ha intentado proceder a la sustitución de modelos convencionales, es decir, todos aquellos autobuses que no sean del sistema BEi; por otros modelos de propulsión 100% eléctrica. Con la remodelación del Plan de Movilidad, Tuvisa planteó la posibilidad de crear una nueva Línea 11 100% eléctrica (que sería la primera línea de nueva creación ya electrificada) que conectase Zabalgana y Salburua por el norte de la ciudad (Boulevard), ampliándose a través de la N-102 hacia Jundiz y su nuevo núcleo industrial Jundiz Oeste. Esta propuesta quedó descartada en el tiempo y se llegó a proponer una alternativa en la campaña de 2023, con el recorrido alternativo hacia Arriaga en vez de a Salburua. 
En septiembre de 2022, se procede a hacer el anuncio de que la L4 Lakua-Mariturri será la primera línea eléctrica convencional de Tuvisa, al proceder a la obtención de las ayudas Next Generation repartidas por la UE con las que se pretende adquirir 10 autobuses eléctricos, siendo 6 de ellos articulados (18m) y los otros 4 estándar (12m). Para ello, en 2023 comenzaron a probar autobuses eléctricos provenientes de Transportes Metropolitanos de Barcelona. 

## Información adicional

### Antigua flota de autobuses
TUVISA ha tenido otros modelos de autobuses como los Pegaso 6038, 6420, 6424 entre otros.
También tuvo modelos de Scania como el K93, el CL113 y el N94UB.
Además de los dos Irisbus-Iveco Europolis con números 39 y 40 que prestaron servicio en la línea del Casco Medieval y la lanzadera de Abetxuko.
TUVISA llegó a tener algunos autobuses ecológicos pioneros:
- Nº13:Mercedes-Benz O405 N2 (Burillo):Fue el segundo autobús de la marca alemana que tuvo la compañía y que durante un periodo estuvo funcionando con aceite de colza, un combustible alternativo. Quienes presenciaron el funcionamiento del autobús afirmaban que dejaba a su paso un olor característico a fritanga.
- Nº18:Neoplan-Scania: Este autobús fue el primero y único de la marca alemana Neoplan que se caracterizaba por los diseños futuristas de sus vehículos. Dicho autobús era especial: funcionaba con GNC, que es gas natural comprimido, y antes de su puesta en marcha en Vitoria fue rodado durante 6 meses en Alemania. Pese a ser el bus más ecológico de la flota hasta la llegada de la flota eléctrica, solo estuvo en servicio desde 1996 hasta 1998.

Estas son las marcas que han prestado o prestan servicio a Vitoria desde que la empresa tiene constancia de ello:
- Pegaso con modelos de Enasa y Burillo.
- Scania con modelos carrozados por Burillo e Hispano carrocera cuando aún existía dicha marca.
- Neoplan con un único modelo que funcionó desde 1996 hasta 1998.
- Mercedes-Benz, con diversos modelos carrozados por Burillo y la propia Mercedes Benz, siendo la marca que actualmente posee la hegemonía.
- Iveco con 2 unidades en la empresa.
- Man siendo la segunda marca actual y funcionando en la empresa con hasta 15 unidades carrozadas por Burillo.
- Vectia con los primeros 10 autobuses híbridos de la empresa en la historia.
- Irizar con los primeros 13 autobuses eléctricos, en un servicio que comenzó en marzo de 2022.

### Líneas suprimidas
El 27 de febrero de 2015 se suprimió la Lanzadera de Aldaia al entrar en funcionamiento la Línea 10 - Aldaia-Larrein que actualmente cubre el recorrido de la lanzadera.
El 30 de noviembre de 2014, la Línea especial - Casco Medieval fue suprimida debido a mejoras en la accesibilidad del Casco Medieval.
En julio de 2014, la Línea 5 - Zaramaga de Gautxori, fue suprimida, siendo absorbido parte de su recorrido por la Línea 1 - Lakua-Abetxuko
A partir del 30 de octubre de 2009 y dentro del Plan de Movilidad fueron suprimidas las siguientes líneas y siendo sustituidas por las líneas actuales.
- Línea 1 - Circunvalación 1
- Línea 2 - Circunvalación 2
- Línea 3 - Abetxuko-Catedral
- Línea 4 - Zaramaga-Catedral
- Línea 5 - Gamarra-Prado
- Línea 6 - Jundiz-Reyes de Navarra
- Línea 7 - Aranbizkarra-Sansomendi
- Línea 8 - Arana-Sansomendi
- Línea 9 - Armentia-Errekaleor
- Línea 10 - Asteguieta-Campo de los Palacios
- Línea 11 - Cementerio El Salvador
- Línea 12 - Pilar-Lakua-Catedral
- Línea 14 - Donostia-Catedral
- Línea 15 - Casco Medieval
- Línea 16 - Periférica 1
- Línea 17 - Periférica 2
- Línea 18 - Salburua-Zabalgana

En diciembre del 2008, y con la llegada del Tranvía a la ciudad de Vitoria, la Línea 13 - Txagorritxu-Catedral fue suprimida para la optimización de recursos.
Desde el 1 de marzo, el BEi (Bus Eléctrico Inteligente) remodelaría la antigua línea Periférica. En total, se sustituyen dos líneas:
- Línea 2A - Periférica
- Línea 2B - Periférica